# آسیاب آبی

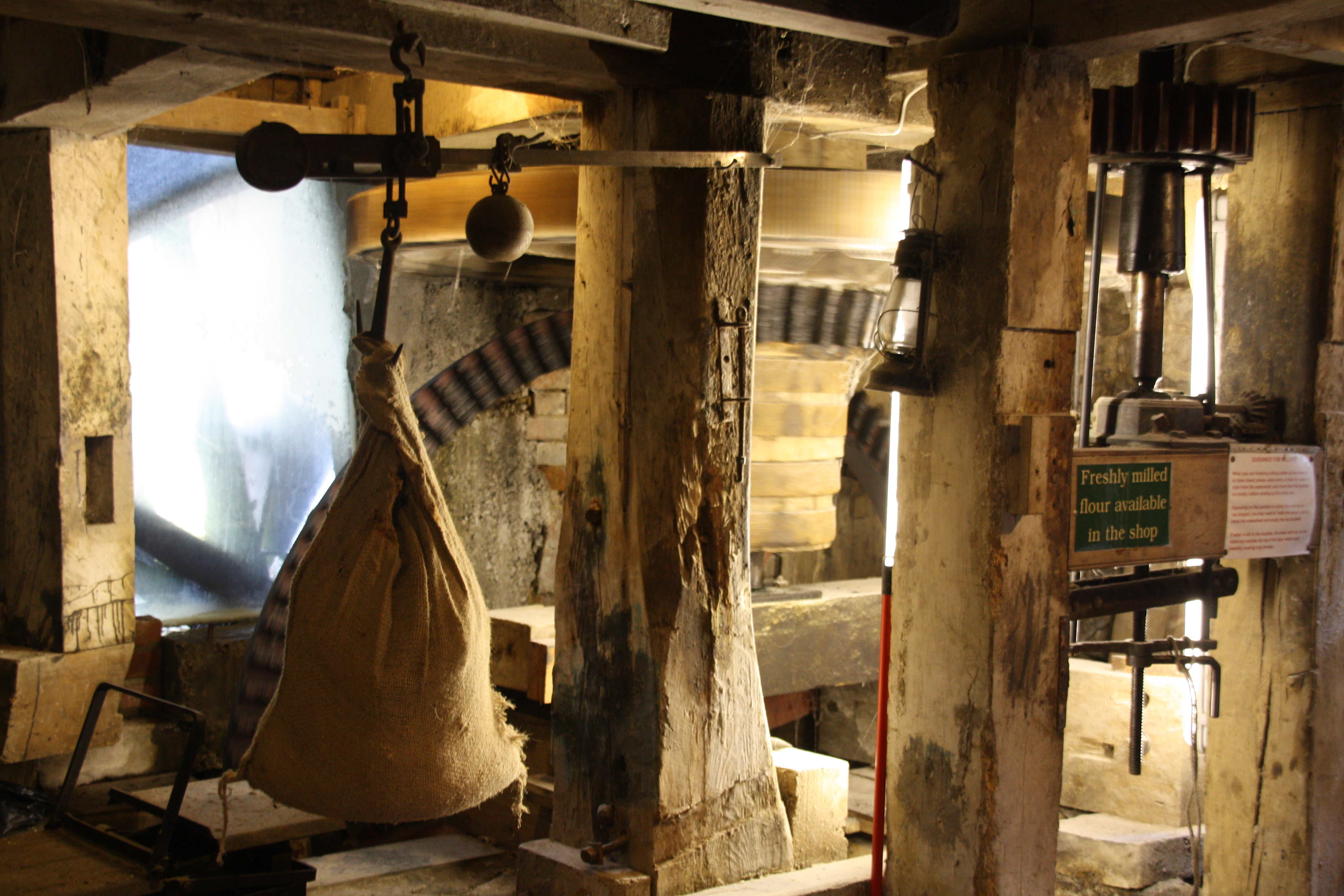
Interior of the لایم ریجیس watermill، UK (۱۴th century).

آسیاب آبی دستگاهی بوده‌است که برای آسیاب و خردکردن گندم و سایر غلات و برای درست کردن آرد وجود داشته‌است و با استفاده از تکنیک سرعت آب یا فشار آب کار می‌کرده‌است در ایران تقریباً در هر شهری در قدیم آسیاب آبی وجود داشته امروز تقریباً چند مورد انگشت شمار هنوز کار می‌کنند آسیاب کاخک - بجنورد-آسیاب یزد و آسیاب‌آبی اشکذر -و آسیابهای آبی بسیار قدیمی مانند آسیاب آبی زیبد در پروژه‌های شهرسازی نابود شده‌اند... ساعت آبی و آسیاب آبی آسیاب بادی در ایران از قدمت تاریخی کهنی برخوردار است اما تحقیق مستقلی در این موضوع نشده‌است. بعضی اعتقاد دارند آسیاب بادی نخستین بار در ایران بکار گرفته شده‌است امروزه هنوز بقایای چندین آسیاب بادی (آسباد) در شهر کوچک نشتیفان خوافخراسان وجود دارد و تا چند سال قبل از انقلاب فعال بود.
اگرچه کتاب اصطخری که در آن اشاره به ساخت آسیاب بادی شده‌است مربوط به پیش از سال سال ۳۳۰ هجری خورشیدی (۳۴۰ هجری قمری) بوده‌است، کارشناسان اندیشکده فرهیختگان سیستانی وابسته به بنیادنیمروز معتقدند سیستان زادگاه نخستین آس بادها بوده‌است و خراسان بزرگ و سیستان که نشتیفان و زابل فعلی و همگی تا کشمیر بخش ازآن ایالت بزرگ کهن بوده‌اند نخستین آسیاب‌های بادی را به خود دیده است.نامه نگاریها و مکاتبات بنیادنیمروز با شهرداری زابل و استانداری سیستان وبلوچستان ازسال1389برای ساخت نمادی از اسیاب بادی در یکی از میدان‌ها سیستان برای ثبت این واقعیت بزرگ درتاریخ و حافظه تاریخی ایرانیان عزیز و آگاهی جوانان وطن از این افتخارات بزرگ است. در یکی از کتاب‌های مسعودی که چند سال بعد نوشته‌شده‌است، به داستانی اشاره می‌شود که در آن یک ایرانی به نزد خلیفهٔ دوم، عمر،(سال ۱۳ هجری خورشیدی و قمری، سدهٔ هفتم میلادی) ادعا می‌کند که می‌تواند یک آسیاب بادی بسازد، و عمر نیز برای ثابت شدن این ادعا از او می‌خواهد تا این کار را انجام دهد، و او نیز موفق می‌شود.
watermills in Iran..
اشاره تاریخ نویسان به داستان کشته شدن یزدگرد ساسانی بدست آسیابان و اشاره به کشتار ایرانیان یک بار در الیس به فرماندهی خالد پسر ولید و یک بار در زمان امویان در گرگان به فرماندهی یزید بن مهلب از روایتهایی است که در آن‌ها به آسیاب آبی و بادی اشاره شده‌است.

آسیاب های بسیار قدیمی در دزفول قرار دارد که دست کم از دوران ساسانی به بعد وجود داشته اند

## کاربرد در کاغذسازی
در سال ۱۱۹۰ نخستین آسیاب کاغذساز در ناحیه هرول در فرانسه تأسیس گردید و آنگاه موسسات دیگری در کنار مجاری آب در نواحی اوورنی و تروآ در فرانسه و در شهر فلورانس در ایتالیا به وجود آمدند.

## نگارخانه

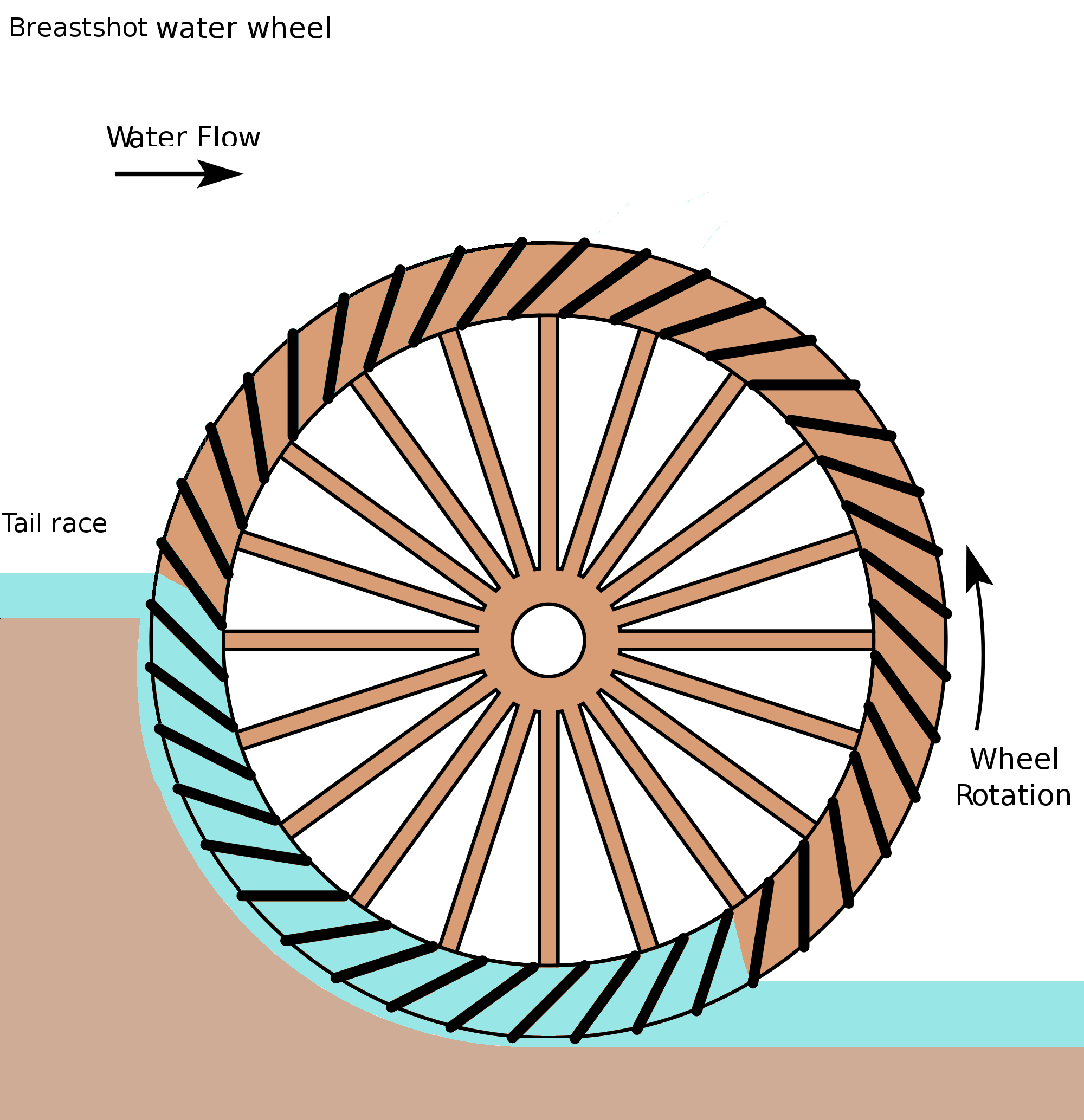
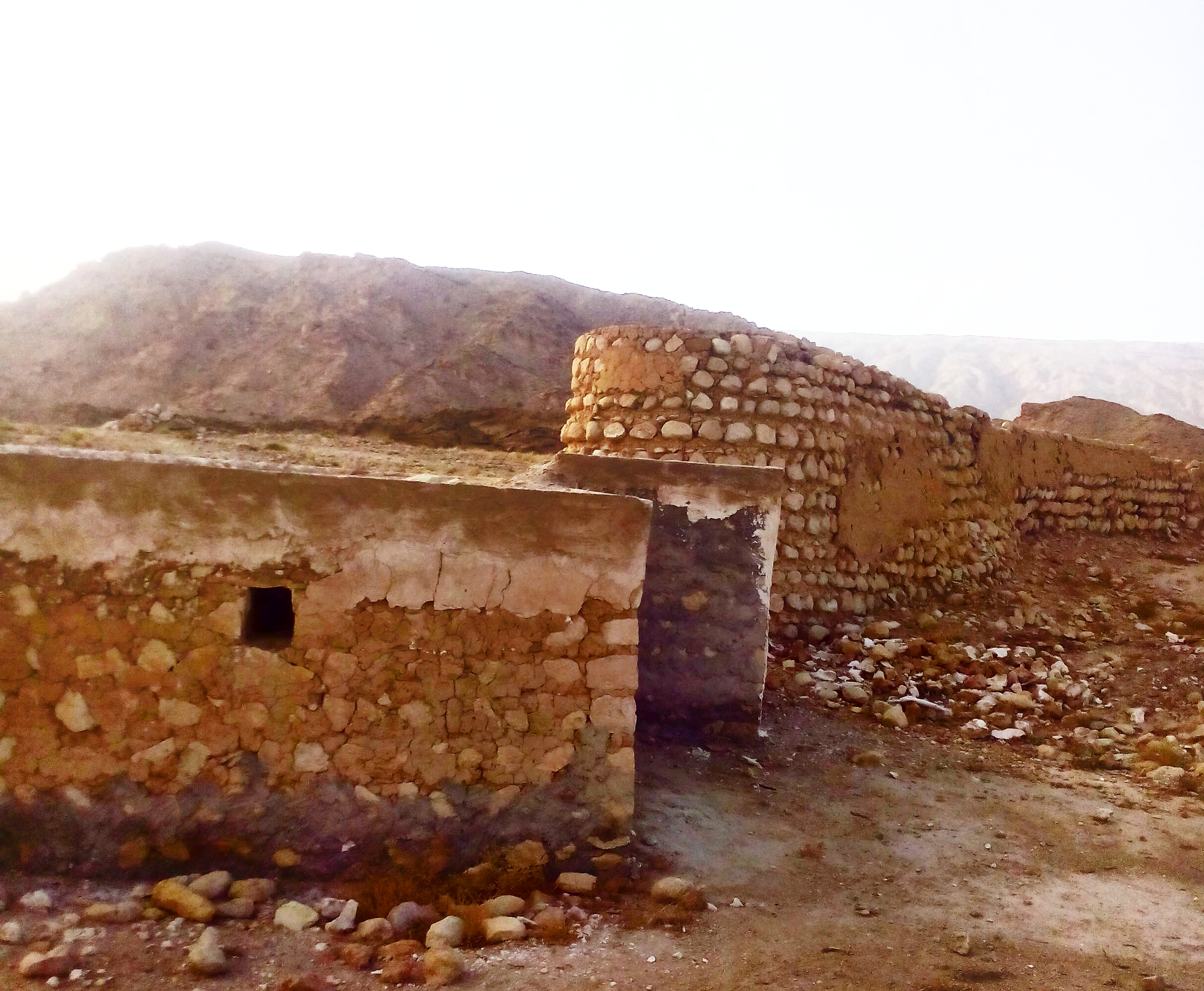
آسیاب آبی کریکی بستک